# Willemseit
Willemseit (früher Pimelit ) ist ein sehr seltenes Mineral aus der Mineralklasse der „Silikate und Germanate“. Es kristallisiert im monoklinen Kristallsystem mit der chemischen Zusammensetzung (Ni, Mg)3[(OH)2|Si4O10] und entwickelt überwiegend mikrokristalline, derbe Aggregate von hellgrüner Farbe.

## Etymologie und Geschichte
Erstmals entdeckt wurde Willemseit in einer nickelhaltigen Gesteinsprobe, die etwa 2 Meilen (etwa 3 km) westlich der „Scotia Talk Mine“ bei Barberton in Südafrika geborgen wurde.
Beschrieben wurde das Mineral 1968 von S. A. de Waal, der das Mineral nach dem südafrikanischen Geologieprofessor Johannes Willemse benannte. Neben Willemseit entdeckte de Waal auch Nimit in dieser Erzprobe.

## Klassifikation
In der veralteten 8. Auflage der Mineralsystematik nach Strunz war der Willemseit noch nicht aufgeführt.
In der zuletzt 2018 überarbeiteten Lapis-Systematik nach Stefan Weiß, die formal auf der alten Systematik von Karl Hugo Strunz in der 8. Auflage basiert, erhielt das Mineral die System- und Mineralnummer VIII/H.09-060. Dies entspricht der Klasse der „Silikate“ und dort der Abteilung „Schichtsilikate“, wo Willemseit zusammen mit Ferripyrophyllit, Kegelit, Macaulayit, Minnesotait, Pyrophyllit und Talk eine unbenannte Gruppe mit der Systemnummer VIII/H.09 bildet.
Die von der International Mineralogical Association (IMA) zuletzt 2009 aktualisierte 9. Auflage der Strunz’schen Mineralsystematik ordnet den Willemseit in die Klasse der „Silikate und Germanate“ und dort in die Abteilung „Schichtsilikate (Phyllosilikate)“ ein. Hier ist das Mineral in der Unterabteilung „Schichtsilikate (Phyllosilikate) mit Glimmertafeln, zusammengesetzt aus tetraedrischen und oktaedrischen Netzen“ zu finden, wo es zusammen mit Minnesotait und Talk die „Talkgruppe“ mit der Systemnummer 9.EC.05 bildet.
In der vorwiegend im englischen Sprachraum gebräuchlichen Systematik der Minerale nach Dana hat Willemseit die System- und Mineralnummer 71.02.01.04. Das entspricht der Klasse der „Silikate“ und dort der Abteilung „Schichtsilikatminerale“. Hier findet er sich innerhalb der Unterabteilung „Schichtsilikate: Schichten von sechsgliedrigen Ringen mit 2:1-Lagen“ in der „Pyrophyllit-Talk-Gruppe“, in der auch Pyrophyllit, Ferripyrophyllit, Talk, Minnesotait und Brinrobertsit eingeordnet sind.

## Bildung und Fundorte
Willemseit entstand als Sekundärmineral in einem nickelhaltigen vulkanischen Lagergang und tritt meist in Paragenese mit Millerit, Nimit, Goethit, Opal, Reevesit, eisenhaltigem Trevorit  und Violarit, aber auch mit Falcondoit auf.
Neben seiner Typlokalität Barberton in der Provinz Mpumalanga konnte Willemseit in Südafrika noch am Morokweng-Krater in der Provinz Nordwest sowie bei Bonao in der Provinz Monseñor Nouel im Zentrum der Dominikanischen Republik gefunden werden.

## Kristallstruktur
Willemseit kristallisiert monoklin in der Raumgruppe C2/c (Raumgruppen-Nr. 15) mit den Gitterparametern a = 5,316 Ångström, b = 9,149 Å, c = 18,994 Å und β = 99,96 ° sowie 4 Formeleinheiten pro Elementarzelle.